# Euskobarómetro
El Euskobarómetro es una serie de encuestas sociológicas sobre la comunidad autónoma del País Vasco (España) realizadas desde 1995 cada seis meses por el equipo de investigación del mismo nombre del Departamento de Ciencia Política y de la Administración de la Universidad del País Vasco y dirigidas por el catedrático de Ciencia Política Francisco Llera. Su base de datos incluye estudios sociológicos desde la transición democrática, y son por su extensión un referente a la hora de analizar la sociedad vasca.
Debido a las características políticas del País Vasco, una parte importante de los sondeos se dedica a evaluar las opiniones de los vascos sobre el independentismo y el terrorismo, así como el autogobierno o la identidad nacional (vasca, española...).

## Situación y Preocupaciones Personales, Satisfacción Democrática

### Valoración de la Situación Económica Española y Vasca
| Barómetro         | Española | Española | Española | Española | Vasca | Vasca   | Vasca | Vasca |       |
| ----------------- | -------- | -------- | -------- | -------- | ----- | ------- | ----- | ----- | ----- |
| Barómetro         | Buena    | Regular  | Mala     | Ns/Nc    | Buena | Regular | Mala  | Ns/Nc | Buena |
| Mayo de 2008      | 19%      | 44%      | 35%      | 2%       | 36%   | 36%     | 27%   | 1%    |       |
| Noviembre de 2008 | 11%      | 48%      | 38%      | 3%       | 28%   | 45%     | 27%   | 0%    |       |
| Mayo de 2009      | 5%       | 34%      | 59%      | 2%       | 14%   | 41%     | 44%   | 1%    |       |
| Noviembre de 2009 | 5%       | 40%      | 53%      | 2%       | 17%   | 46%     | 37%   | 0%    |       |
| Mayo de 2010      | 2%       | 27%      | 70%      | 1%       | 16%   | 47%     | 37%   | 0%    |       |
| Noviembre de 2010 | 3%       | 30%      | 64%      | 3%       | 15%   | 46%     | 38%   | 1%    |       |
| Mayo de 2011      | 1%       | 21%      | 77%      | 1%       | 9%    | 38%     | 53%   | 0%    |       |
| Noviembre de 2011 | 1%       | 16%      | 82%      | 1%       | 6%    | 43%     | 51%   | 0%    |       |
| Mayo de 2012      | 1%       | 9%       | 89%      | 1%       | 7%    | 41%     | 51%   | 1%    |       |
| Noviembre de 2012 | 5%       | 94%      | 5%       | 0%       | 30%   | 66%     | 1%    | 3%    |       |
| Mayo de 2013      | 8%       | 91%      | 0%       | 1%       | 36%   | 59%     | 0%    | 5%    |       |
| Noviembre de 2013 | 9%       | 89%      | 1%       | 1%       | 32%   | 64%     | 1%    | 3%    |       |
| Mayo de 2014      | 14%      | 84%      | 1%       | 1%       | 45%   | 49%     | 1%    | 5%    |       |

En el último semestre, vuelve a dispararse el pesimismo mayoritario que domina el escenario económico español con un nuevo máximo histórico (89%), con un avance semestral de 7 puntos, sin que queden casi optimistas (1%) y con un retroceso significativo de los escépticos (9%). Como en el semestre anterior, el clima de pesimismo mayoritario (51%) vuelve a contagiar la percepción sobre la economía vasca, manteniéndose también estables escépticos (41%) y optimistas (7%).

### Libertad para hablar de política
| Barómetro         | Con Todos | Con Algunos | Con Nadie | Ns/Nc |
| ----------------- | --------- | ----------- | --------- | ----- |
| Mayo de 2008      | 35%       | 43%         | 21%       | 1%    |
| Noviembre de 2008 | 45%       | 35%         | 19%       | 1%    |
| Noviembre de 2009 | 35%       | 39%         | 25%       | 1%    |
| Mayo de 2010      | 41%       | 41%         | 17%       | 1%    |
| Noviembre de 2010 | 35%       | 46%         | 18%       | 1%    |
| Mayo de 2011      | 36%       | 40%         | 24%       | 0%    |
| Noviembre de 2011 | 46%       | 37%         | 16%       | 1%    |
| Mayo de 2012      | 49%       | 35%         | 15%       | 1%    |
| Noviembre de 2012 | 49%       | 33%         | 18%       | 0%    |
| Mayo de 2013      | 49%       | 35%         | 16%       | 0%    |
| Noviembre de 2013 | 43%       | 38%         | 18%       | 1%    |
| Mayo de 2014      | 54%       | 33%         | 12%       | 1%    |

En el último semestre, Se recupera (+13 puntos en el último año) el sentimiento de libertad para hablar de política con todo el mundo, que ahora es compartido por una ajustada mayoría (49%), sentimiento que manifiestan, casi por igual, los nacionalistas (50%) y los no nacionalistas (48%), tras un significativo avance semestral de estos últimos (+ 8 puntos). Menor proporción, ahora, es la que dice poder hacerlo de forma selectiva con algunos (35%), tras un ligero retroceso semestral. Lo más significativo, con todo, es el estancamiento de quienes dicen no poder hacerlo con nadie (15%), que sigue afectando, sobre todo (18%), a los no nacionalistas y a los votantes populares y de UPyD.

### Miedo a participar activamente en política
| Barómetro         | Mucho o Bastante | Poco o Nada | Ns/Nc |
| ----------------- | ---------------- | ----------- | ----- |
| Mayo de 2008      | 50%              | 41%         | 9%    |
| Noviembre de 2008 | 57%              | 38%         | 3%    |
| Mayo de 2009      | 48%              | 48%         | 4%    |
| Noviembre de 2009 | 49%              | 48%         | 3%    |
| Mayo de 2010      | 35%              | 59%         | 6%    |
| Noviembre de 2010 | 40%              | 53%         | 7%    |
| Mayo de 2011      | 39%              | 57%         | 4%    |
| Noviembre de 2011 | 32%              | 64%         | 3%    |
| Mayo de 2012      | 24%              | 72%         | 4%    |
| Noviembre de 2012 | 25%              | 70%         | 5%    |
| Mayo de 2013      | 23%              | 70%         | 7%    |
| Noviembre de 2013 | 23%              | 70%         | 7%    |
| Mayo de 2014      | 20%              | 77%         | 3%    |

Se refuerza la tendencia positiva del último semestre, al incrementarse en 8 puntos la mayoría de la ciudadanía que dice no tener miedo a participar en política (72%). Frente a ellos, casi una cuarta parte siguen acusando este miedo crónico en la sociedad vasca (24% y con un retroceso interanual de -15 puntos), sobre todo entre los no nacionalistas (29%). Lo más significativo es, además de la consolidación de la tendencia positiva del último año, el comportamiento paralelo de mejora de nacionalistas o no.

### Apoyo a la Constitución Española
| Barómetro         | Sí     | No     | Blanco/Nulo | Abstención | Ns/Nc |
| ----------------- | ------ | ------ | ----------- | ---------- | ----- |
| Referéndum 1978   | 30,86% | 10,51% | 3,28%       | 55,35%     | --    |
| Mayo de 2008      | 47%    | 16%    | 5%          | 20%        | 12%   |
| Noviembre de 2008 | 42%    | 19%    | 7%          | 15%        | 16%   |
| Mayo de 2009      | 40%    | 22%    | 4%          | 19%        | 15%   |
| Noviembre de 2009 | 40%    | 23%    | 8%          | 17%        | 12%   |
| Mayo de 2010      | 36%    | 23%    | 7%          | 21%        | 13%   |
| Noviembre de 2010 | 40%    | 22%    | 5%          | 14%        | 19%   |
| Mayo de 2011      | 39%    | 26%    | 6%          | 12%        | 17%   |
| Noviembre de 2011 | 37%    | 27%    | 6%          | 11%        | 19%   |
| Mayo de 2012      | 37%    | 22%    | 6%          | 16%        | 19%   |
| Noviembre de 2012 | 34%    | 27%    | 3%          | 18%        | 18%   |
| Mayo de 2013      | 34%    | 28%    | 9%          | 17%        | 12%   |

De celebrarse hoy un nuevo referéndum constitucional se mantendría (37%) la mayoría que votó afirmativamente en el de 1978. Esta opinión favorable es, relativamente, más apoyada entre los no nacionalistas (46%), pero es compartida también por algo más de uno de cada cuatro nacionalistas (28%). Por su parte, el voto negativo de hace treinta años retrocede (- 5 puntos) en el último semestre (22%), sobre todo, entre los nacionalistas (34%). Por electorados de las pasadas elecciones generales, los decantados por el sí siguen estando entre socialistas (66%), populares (65%), UPyD (61%), EB (59%) y, en menor medida, PNV (37%), mientras que el voto negativo oscila entre el mínimo de los votantes populares (6%) y el máximo del voto a Amaiur (57%), pasando por el 7% de EB, el 8% de UPyD, el 10% de los socialistas y el 15% del PNV.

## Clima y Evaluación Política y Gubernamental

### Valoración de la Situación Política Española y Vasca
| Barómetro         | Española | Española | Española | Española | Vasca | Vasca   | Vasca | Vasca |       |
| ----------------- | -------- | -------- | -------- | -------- | ----- | ------- | ----- | ----- | ----- |
| Barómetro         | Buena    | Regular  | Mala     | Ns/Nc    | Buena | Regular | Mala  | Ns/Nc | Buena |
| Mayo de 2008      | 19%      | 40%      | 38%      | 3%       | 9%    | 41%     | 48%   | 2%    |       |
| Noviembre de 2008 | 13%      | 52%      | 33%      | 2%       | 8%    | 53%     | 38%   | 1%    |       |
| Mayo de 2009      | 12%      | 41%      | 44%      | 3%       | 8%    | 45%     | 44%   | 4%    |       |
| Noviembre de 2009 | 7%       | 41%      | 48%      | 4%       | 7%    | 48%     | 42%   | 3%    |       |
| Mayo de 2010      | 6%       | 34%      | 57%      | 3%       | 10%   | 50%     | 38%   | 2%    |       |
| Noviembre de 2010 | 9%       | 37%      | 50%      | 4%       | 12%   | 46%     | 39%   | 3%    |       |
| Mayo de 2011      | 3%       | 25%      | 67%      | 5%       | 8%    | 39%     | 50%   | 3%    |       |
| Noviembre de 2011 | 6%       | 27%      | 59%      | 8%       | 12%   | 49%     | 35%   | 4%    |       |
| Mayo de 2012      | 3%       | 24%      | 67%      | 6%       | 11%   | 46%     | 40%   | 3%    |       |
| Noviembre de 2012 | 16%      | 78%      | 3%       | 3%       | 42%   | 43%     | 2%    | 13%   |       |
| Mayo de 2013      | 17%      | 77%      | 5%       | 1%       | 54%   | 36%     | 1%    | 9%    |       |
| Noviembre de 2013 | 13%      | 81%      | 5%       | 1%       | 43%   | 47%     | 1%    | 9%    |       |
| Mayo de 2014      | 19%      | 74%      | 6%       | 1%       | 57%   | 29%     | 1%    | 13%   |       |

Con avances semestrales de 5 y 9 puntos, respectivamente, se refuerzan las opiniones negativas sobre la situación política vasca (40%) y, sobre todo, la española (67%). En ambos casos, los nacionalistas se muestran más negativos (46% y 72%, respectivamente) frente a los no nacionalistas (35% y 64%). El resto son escépticos (46% y 24%, respectivamente), porque ya casi no quedan optimistas (11% y 2%, respectivamente).

### Valoración del Gobierno Vasco
| Barómetro         | Bueno | Ni lo uno ni lo otro | Malo | Ns/Nc | Lehendakari                   |
| ----------------- | ----- | -------------------- | ---- | ----- | ----------------------------- |
| Mayo de 2008      | 38%   | 29%                  | 32%  | 1%    | Juan José Ibarretxe (EAJ-PNV) |
| Noviembre de 2008 | 39%   | 36%                  | 24%  | 1%    | Juan José Ibarretxe (EAJ-PNV) |
| Noviembre de 2009 | 23%   | 33%                  | 40%  | 4%    | Patxi López (PSE-EE)          |
| Mayo de 2010      | 20%   | 36%                  | 41%  | 3%    | Patxi López (PSE-EE)          |
| Noviembre de 2010 | 23%   | 31%                  | 42%  | 2%    | Patxi López (PSE-EE)          |
| Mayo de 2011      | 15%   | 27%                  | 56%  | 2%    | Patxi López (PSE-EE)          |
| Noviembre de 2011 | 16%   | 34%                  | 47%  | 3%    | Patxi López (PSE-EE)          |
| Mayo de 2012      | 16%   | 40%                  | 42%  | 2%    | Patxi López (PSE-EE)          |
| Noviembre de 2012 | 15%   | 32%                  | 51%  | 2%    | Patxi López (PSE-EE)          |

Una exigua mayoría de la sociedad vasca (42%) vuelve a considerar negativo para Euskadi el actual Gobierno Vasco encabezado por Patxi López, con un retroceso interanual de 14 puntos de esta valoración negativa en casi todos los sectores políticos. Los juicios negativos son, claramente, mayoritarios entre los nacionalistas (63%) y sus electorados (desde el 53% del PNV al 68% de Amaiur) e importantes entre los no nacionalistas (26%), sobre todo en los electorados popular (40%) y de EB (39%). En el lado opuesto, solo algo más de uno de cada diez vascos mantiene una valoración positiva (16%) y que es sostenida casi en solitario por el electorado socialista (49%). Entre ambos grupos se sitúa el 40% de la ciudadanía cuya valoración no es ni positiva ni negativa.
Por otro lado, la calificación media que se le atribuye sigue siendo de un suspenso (4,2), a pesar de la mejora semestral de 0,4 décimas. Esa calificación media es solo mejorada entre los electorados de UPyD (4,7), popular (4,5) y EB (4,4), mientras que los socialistas, de nuevo en solitario, son los únicos que le dan el aprobado (6) sin mucho entusiasmo. Frente a ellos, los nacionalistas optan por el suspenso rotundo (entre el 3,2 de Amaiur y el 3,5 del PNV). Sin embargo, es significativo que casi la mitad de los vascos (30% de los nacionalistas y 67% de los no nacionalistas) otorguen un 5 o más a la gestión del gobierno, lo que supone una mejora de 6 puntos con respecto al semestre anterior, siendo más los que aprueban la gestión del ejecutivo (49,5%) que los que la suspenden (49,1%).

### Valoración del Gobierno de España
| Barómetro         | Bueno | Ni lo uno ni lo otro | Malo | Ns/Nc | Presidente                          |
| ----------------- | ----- | -------------------- | ---- | ----- | ----------------------------------- |
| Noviembre de 2008 | 25%   | 43%                  | 31%  | 2%    | José Luis Rodríguez Zapatero (PSOE) |
| Noviembre de 2009 | 20%   | 32%                  | 46%  | 2%    | José Luis Rodríguez Zapatero (PSOE) |
| Mayo de 2010      | 13%   | 25%                  | 59%  | 3%    | José Luis Rodríguez Zapatero (PSOE) |
| Noviembre de 2010 | 13%   | 25%                  | 59%  | 3%    | José Luis Rodríguez Zapatero (PSOE) |
| Mayo de 2011      | 7%    | 24%                  | 67%  | 2%    | José Luis Rodríguez Zapatero (PSOE) |
| Mayo de 2012      | 5%    | 14%                  | 78%  | 3%    | Mariano Rajoy Brey (PP)             |
| Noviembre de 2012 | 3%    | 9%                   | 86%  | 2%    | Mariano Rajoy Brey (PP)             |

La abrumadora desconfianza inicial con la que la opinión pública vasca recibía hace seis meses al gobierno popular de Mariano Rajoy se ha convertido en estos primeros meses en desaprobación mayoritaria (78%) de su gestión, frente al 5% que la valora positivamente y el 14% que expresa escepticismo. La valoración positiva solo es mayoritaria entre los votantes populares (55%), pero también entre ellos hay ya un significativo 12% que la desaprueba. Como es obvio, el rechazo casi unánime es la tónica del resto de electorados.

## Sentimiento Nacionalista e Identidad Vasca

### Sentimiento Nacionalista de los Vascos
| Barómetro         | Sí  | No  | Ns/Nc |
| ----------------- | --- | --- | ----- |
| Mayo de 2008      | 41% | 56% | 3%    |
| Noviembre de 2008 | 39% | 54% | 7%    |
| Mayo de 2009      | 43% | 51% | 6%    |
| Noviembre de 2009 | 44% | 50% | 6%    |
| Mayo de 2010      | 42% | 52% | 6%    |
| Noviembre de 2010 | 39% | 53% | 8%    |
| Mayo de 2011      | 46% | 49% | 5%    |
| Noviembre de 2011 | 45% | 49% | 6%    |
| Mayo de 2012      | 42% | 51% | 7%    |
| Noviembre de 2012 | 44% | 51% | 5%    |
| Mayo de 2013      | 46% | 48% | 6%    |
| Noviembre de 2013 | 46% | 50% | 4%    |
| Mayo de 2014      | 45% | 47% | 8%    |

En medio de una división crónica entre nacionalistas (42%) y no nacionalistas (51%), estos últimos mantienen su mayoría, con una gran estabilidad semestral de ambas posiciones. La definición no nacionalista es, claramente, mayoritaria en Álava (61%) y Vizcaya (52%), mientras que en Guipúzcoa ambas posiciones se muestran muy igualadas. Por electorados, la definición no nacionalista mayoritaria oscila entre el mínimo del 67% de los abstencionistas y el 90% de populares y socialistas, pasando por el 79% de EB y el 85% de UPyD, con una gran estabilidad. Por el contrario, el sentimiento nacionalista oscila entre el mínimo del 75% del PNV y el máximo del 80% de Amaiur.

### Identidad Nacional Subjetiva de los Vascos
| Barómetro         | Solo Vasco | Más Vasco que Español | Tan Vasco como Español | Más Español que Vasco | Solo Español | Ns/Nc |
| ----------------- | ---------- | --------------------- | ---------------------- | --------------------- | ------------ | ----- |
| Mayo de 2008      | 26%        | 20%                   | 39%                    | 5%                    | 6%           | 4%    |
| Noviembre de 2008 | 29%        | 22%                   | 38%                    | 4%                    | 4%           | 3%    |
| Mayo de 2009      | 34%        | 21%                   | 34%                    | 2%                    | 5%           | 4%    |
| Noviembre de 2009 | 29%        | 24%                   | 37%                    | 3%                    | 4%           | 4%    |
| Mayo de 2010      | 29%        | 22%                   | 37%                    | 4%                    | 5%           | 3%    |
| Noviembre de 2010 | 31%        | 21%                   | 32%                    | 3%                    | 8%           | 5%    |
| Mayo de 2011      | 30%        | 21%                   | 36%                    | 3%                    | 7%           | 3%    |
| Noviembre de 2011 | 30%        | 20%                   | 36%                    | 4%                    | 8%           | 2%    |
| Mayo de 2012      | 31%        | 21%                   | 33%                    | 6%                    | 7%           | 2%    |
| Noviembre de 2012 | 33%        | 19%                   | 35%                    | 4%                    | 6%           | 3%    |
| Mayo de 2013      | 34%        | 21%                   | 34%                    | 3%                    | 4%           | 4%    |
| Noviembre de 2013 | 31%        | 24%                   | 33%                    | 3%                    | 5%           | 4%    |
| Mayo de 2014      | 38%        | 20%                   | 32%                    | 5%                    | 2%           | 3%    |

Con una gran estabilidad semestral, una mayoría de casi tres de cada cinco vascos (60%) mantienen la compatibilidad de identidades vasca y española, con un predominio de la dualidad equilibrada (33%), a la que se añade el ya conocido sesgo del sentimiento vasquista (21%), muy superior, en todo caso, al españolista (6%). Por otra parte, el españolismo extremo se mantiene en un reducido 7%, mientras que el exclusivismo vasquista es la identidad expresada por algo menos de uno de cada tres vascos (31%).
La compatibilidad de identidades de los que se sienten vascos y españoles oscila entre el 26% de los votantes de Amaiur y el 92% de UPyD (pasando por el 68% del PNV, el 71% del PP, el 79% de los socialistas y el 80% de EB), si bien con acento claramente vasquista entre los nacionalistas y EB y más equilibrado entre los autonomistas. El exclusivismo de los que se sienten solo vascos sigue homogeneizando al electorado de Amaiur (72%) y es importante entre los votantes del PNV (41%), que se muestra más dividido; en tanto que el exclusivismo españolista aglutina a sectores significativos del PP (29%) y, en mucha menor medida, del PSE-EE (16%) y UPyD.

### Alternativas sobre la Forma de Estado
| Barómetro         | Centralismo | Autonomía | Federalismo | Independencia | Ns/Nc |
| ----------------- | ----------- | --------- | ----------- | ------------- | ----- |
| Mayo de 2008      | 4%          | 33%       | 35%         | 25%           | 3%    |
| Noviembre de 2008 | 2%          | 33%       | 33%         | 29%           | 3%    |
| Mayo de 2009      | 4%          | 40%       | 29%         | 24%           | 3%    |
| Noviembre de 2009 | 4%          | 41%       | 31%         | 21%           | 3%    |
| Mayo de 2010      | 6%          | 36%       | 28%         | 25%           | 5%    |
| Noviembre de 2010 | 5%          | 33%       | 30%         | 28%           | 4%    |
| Mayo de 2011      | 5%          | 39%       | 26%         | 26%           | 4%    |
| Noviembre de 2011 | 6%          | 36%       | 28%         | 24%           | 6%    |
| Mayo de 2012      | 6%          | 33%       | 32%         | 24%           | 5%    |
| Noviembre de 2012 | 4%          | 34%       | 33%         | 25%           | 4%    |
| Mayo de 2013      | 4%          | 33%       | 33%         | 28%           | 2%    |
| Noviembre de 2013 | 4%          | 30%       | 35%         | 27%           | 4%    |
| Mayo de 2014      | 6%          | 34%       | 32%         | 24%           | 4%    |

En un contexto de gran estabilidad interanual de las opciones ante la forma de organización territorial del Estado, los vascos siguen divididos entre autonomismo, federalismo e independentismo. La gran mayoría de los vascos siguen oscilando entre la actual fórmula autonómica (33%) y un posible escenario federal (32%). El actual modelo autonómico sigue siendo la opción mayoritaria entre los electorados popular (57%) y socialista (47%), además de UPyD (67%) y los abstencionistas (39%) y, en general, de los no nacionalistas (46%), pero con apoyos importantes en el PNV (26%) y EB (31%). El desarrollo del autogobierno según una fórmula federal, por su parte, lo es de los votantes del PNV (45%) y EB (48%), pero con apoyos importantes entre los votantes del PSE-EE (37%), Amaiur (22%) y los abstencionistas (28%), al tiempo que concita un apoyo similar entre nacionalistas (33%) y no nacionalistas (31%). En todo caso, ambas fórmulas integracionistas siguen sumando una clara mayoría (65%) de casi dos de cada tres vascos.
Frente a estas fórmulas descentralizadoras e integracionistas, el independentismo de las fórmulas autodeterminista o confederal vuelve a contraerse, ligeramente, para situarse en torno a una cuarta parte de los vascos (24%), sobre todo en Guipúzcoa (34%), y obtiene un apoyo muy mayoritario entre los votantes de Amaiur (71%) y los nacionalistas (47%), en general, aunque es minoritaria entre los votantes del PNV (22%). En el otro extremo, el centralismo se mantiene sin pasar del apoyo del 6% de los vascos, como expresión testimonial o de rechazo y aglutinando a algo más de una quinta parte de los electorados popular y de UPD y, en menor medida, del PSE-EE.

### Satisfacción con el Estatuto de Autonomía
| Barómetro         | Plenamente satisfecho | Parcialmente satisfecho | Insatisfecho | Ns/Nc |
| ----------------- | --------------------- | ----------------------- | ------------ | ----- |
| Mayo de 2008      | 35%                   | 38%                     | 23%          | 4%    |
| Noviembre de 2008 | 27%                   | 48%                     | 22%          | 3%    |
| Mayo de 2009      | 30%                   | 42%                     | 22%          | 6%    |
| Noviembre de 2009 | 34%                   | 38%                     | 25%          | 3%    |
| Mayo de 2010      | 30%                   | 36%                     | 27%          | 7%    |
| Noviembre de 2010 | 31%                   | 34%                     | 23%          | 12%   |
| Mayo de 2011      | 34%                   | 41%                     | 19%          | 6%    |
| Noviembre de 2011 | 30%                   | 40%                     | 24%          | 6%    |
| Mayo de 2012      | 36%                   | 35%                     | 20%          | 9%    |
| Noviembre de 2012 | 35%                   | 37%                     | 19%          | 9%    |
| Mayo de 2013      | 33%                   | 44%                     | 19%          | 4%    |

Una mayoría cualificada de casi tres cuartas partes de la ciudadanía vasca (71%) se muestra, relativamente, satisfecha con el Estatuto, mientras que los insatisfechos siguen siendo alrededor de uno de cada cinco (20%). Con todo, los satisfechos siguen oscilando entre el criticismo (35%) y el optimismo (36%), mientras retrocede ligeramente la insatisfacción neta. Si los nacionalistas se dividen entre el criticismo (35%) y la insatisfacción neta (32%), los no nacionalistas lo hacen entre la plena satisfacción (45%) y el criticismo (33%). Fijándonos en los electorados, si los plenamente satisfechos son mayoritarios entre los votantes socialistas (53%), populares (51%) y EB (62%) y, en menor medida, UPyD (42%) y los abstencionistas (43%), los insatisfechos solo lo son entre los votantes de Amaiur (56%). Por su parte, el PNV se muestran mucho más dividido entre el criticismo y la satisfacción neta.
La insatisfacción relativa y el rechazo vuelven a quedar muy matizados cuando se le pregunta a la ciudadanía vasca por las alternativas al actual estatus de autogobierno, ya que algo más de uno de cada cuatro sigue sin querer cambios (27%), casi uno de cada cinco se conforma con que se completen las transferencias (15%), alrededor de un tercio son los que optan por la reforma y la ampliación del autogobierno (30%), mientras que siguen siendo muy minoritarios (15%) los que se decantan con claridad por una posición de ruptura soberanista, con cambios semestrales muy poco significativos. Si las dos primeras opciones aglutinan la mayoría de las preferencias de populares, socialistas y EB, el PNV se muestra dividido entre las tres primeras (29%, 15% y 38%, respectivamente) y Amaiur se mueve de su soberanismo en retroceso (48%) al reformismo creciente (34%).

### Apoyo al Estatuto de Gernika
| Barómetro         | Sí     | No    | Blanco/Nulo | Abstención | Ns/Nc |
| ----------------- | ------ | ----- | ----------- | ---------- | ----- |
| Referéndum 1979   | 53,97% | 2,82% | 2,73%       | 40,23%     | --    |
| Noviembre de 2009 | 49%    | 19%   | 9%          | 13%        | 10%   |
| Mayo de 2010      | 37%    | 20%   | 8%          | 18%        | 17%   |
| Noviembre de 2010 | 46%    | 18%   | 5%          | 9%         | 22%   |
| Mayo de 2011      | 50%    | 20%   | 4%          | 8%         | 18%   |
| Noviembre de 2011 | 45%    | 23%   | 4%          | 10%        | 18%   |
| Mayo de 2012      | 43%    | 16%   | 6%          | 12%        | 23%   |
| Noviembre de 2012 | 46%    | 14%   | 3%          | 14%        | 23%   |
| Mayo de 2013      | 46%    | 14%   | 6%          | 13%        | 21%   |

Han transcurrido casi 33 años de la celebración del referéndum que ratificó la aprobación del actual Estatuto de Gernika en el País Vasco. De celebrarse hoy un nuevo referéndum estatutario El Sí volvería a rozar (43%) la mayoría del censo que votó afirmativamente en el de 1979 (53%), tras un ligero retroceso interanual de 7 puntos. Esta opinión favorable retrocede, tanto entre los nacionalistas (47%) como los no nacionalistas (42%). Por el contrario, el voto negativo de hace treinta años (3%) seguiría reforzándose (16%) a costa del abstencionismo de entonces (la abstención alcanzó el 41% en 1979), sobre todo entre los nacionalistas (21%). Por electorados de las pasadas elecciones generales, los decantados por el sí están entre casi todos los electorados del arco parlamentario vasco (desde el máximo del 63% de EB al mínimo del 30% de Amaiur, pasando por el 51% del PP, el 58% del PNV y el 61% de los socialistas. Finalmente, solo en el electorado de Amaiur (35%) destacan quienes lo rechazan, tras un claro retroceso semestral de los partidarios del no.

### Deseos de Independencia de los Vascos
| Barómetro         | Grandes | Pequeños | Ninguno | Indiferente | Ns/Nc |
| ----------------- | ------- | -------- | ------- | ----------- | ----- |
| Mayo de 2008      | 28%     | 24%      | 38%     | 5%          | 6%    |
| Noviembre de 2008 | 30%     | 31%      | 25%     | 7%          | 7%    |
| Mayo de 2009      | 33%     | 33%      | 24%     | 6%          | 4%    |
| Noviembre de 2009 | 31%     | 32%      | 22%     | 10%         | 5%    |
| Mayo de 2010      | 30%     | 22%      | 33%     | 10%         | 5%    |
| Noviembre de 2010 | 33%     | 20%      | 34%     | 7%          | 5%    |
| Mayo de 2011      | 36%     | 27%      | 28%     | 6%          | 3%    |
| Noviembre de 2011 | 32%     | 27%      | 31%     | 7%          | 3%    |
| Mayo de 2012      | 33%     | 24%      | 30%     | 10%         | 3%    |
| Noviembre de 2012 | 31%     | 22%      | 33%     | 10%         | 4%    |
| Mayo de 2013      | 37%     | 21%      | 30%     | 10%         | 2%    |

Más allá de cuál sea la fórmula política del autogobierno vasco, en torno a un tercio de la ciudadanía vasca (33%) siguen manifestando tener deseos grandes de independencia, tras un ligero retroceso interanual de 3 puntos. Así es como se expresan casi todos los votantes de Amaiur (85%) y la mayoría de los nacionalistas (64%), en general, y en menor medida del PNV (38%). Frente a ellos, la mayoría de la sociedad vasca (el 54%), dicen tener pocos (24%) o ningún (30%) deseo de independencia, sobre todo entre los no nacionalistas (76%) y los votantes de los partidos autonomistas (más de nueve de cada diez), pero también la mitad de los votantes del PNV (48%) y casi dos de cada tres de los de EB (65%) o los abstencionistas (53%).
En la hipótesis de una Euskadi independiente, las expectativas de la sociedad vasca sobre la evolución de las condiciones de vida se muestran muy divididas: casi uno de cada tres piensan que se viviría mejor (31%), casi otro tanto opina todo lo contrario y creen que iríamos a peor (28%), una cuarta parte no sabe qué decir al respecto (25%) y el resto creen que las cosas no cambiarían (16%). Los más optimistas son los votantes de Amaiur (80%) y los nacionalistas (59%), en general. Por su parte, los más pesimistas son populares (71%) y socialistas (63%) y los no nacionalistas (46%), en general. Finalmente, los votantes del PNV y de EB se muestran mucho más divididos.

## Evolución de la Violencia y Actitudes ante la Misma

### Evolución del Problema de la Violencia
| Barómetro         | Ha mejorado | Sigue igual | Ha empeorado | Ns/Nc |
| ----------------- | ----------- | ----------- | ------------ | ----- |
| Mayo de 2008      | 19%         | 24%         | 54%          | 3%    |
| Noviembre de 2008 | 23%         | 35%         | 39%          | 3%    |
| Mayo de 2009      | 46%         | 39%         | 14%          | 1%    |
| Noviembre de 2009 | 49%         | 38%         | 11%          | 3%    |
| Mayo de 2010      | 60%         | 28%         | 10%          | 2%    |
| Noviembre de 2010 | 73%         | 19%         | 5%           | 3%    |
| Mayo de 2011      | 81%         | 15%         | 10%          | 4%    |

Esta cuestión ya no se plantea en los últimos Euskobarómetros.

### Actitud de los Vascos ante ETA
| Barómetro         | Apoyo total | Justif. crítica | Fines sí/medios no | Antes sí/ahora no | Indiferencia | Miedo | Rechazo total | Ns/Nc |
| ----------------- | ----------- | --------------- | ------------------ | ----------------- | ------------ | ----- | ------------- | ----- |
| Mayo de 2008      | 1%          | 2%              | 11%                | 16%               | 3%           | 3%    | 60%           | 4%    |
| Noviembre de 2008 | 0%          | 1%              | 11%                | 17%               | 3%           | 4%    | 61%           | 3%    |
| Mayo de 2009      | 1%          | 3%              | 10%                | 13%               | 3%           | 3%    | 64%           | 3%    |
| Noviembre de 2009 | 1%          | 2%              | 9%                 | 14%               | 5%           | 3%    | 63%           | 3%    |
| Mayo de 2010      | 0%          | 3%              | 12%                | 12%               | 5%           | 4%    | 62%           | 2%    |
| Noviembre de 2010 | 0%          | 3%              | 11%                | 16%               | 6%           | 5%    | 56%           | 3%    |
| Mayo de 2011      | 1%          | 3%              | 10%                | 11%               | 4%           | 5%    | 64%           | 2%    |
| Noviembre de 2011 | 1%          | 2%              | 12%                | 13%               | 6%           | 4%    | 60%           | 2%    |
| Mayo de 2012      | 1%          | 4%              | 13%                | 16%               | 5%           | 3%    | 57%           | 1%    |
| Noviembre de 2012 | 1%          | 2%              | 11%                | 14%               | 4%           | 3%    | 64%           | 1%    |
| Mayo de 2013      | 1%          | 2%              | 12%                | 16%               | 6%           | 2%    | 59%           | 2%    |

Se mantiene el rechazo frontal y mayoritario a ETA de la mayoría de la sociedad vasca (57%), rozando el techo ya alcanzado tras las rupturas de las dos últimas treguas en 2003 y 2009. Es una actitud mayoritaria en todas las provincias (entre el 41% de Guipúzcoa y el 67% de Vizcaya), entre nacionalistas (45%) y no nacionalistas (70%) y también mayoritaria en casi todos los electorados democráticos desde el mínimo del 57% de los abstencionistas hasta el 92% del UPyD.
Las opiniones de apoyo remoto, sea de los que piensan que antes estaba justificada la violencia de ETA pero ahora ya no (16%), sea de los que comparten los fines pero no los métodos violentos (13%), experimentan un ligero avance semestral, destacando entre los que se sienten nacionalistas (39%) y sus electorados (desde el mínimo del 29% del PNV al máximo del 61% de Amaiur).
Sin embargo, a pesar de su menor significación estadística, lo más llamativo sigue siendo la práctica desaparición del apoyo explícito y total (0,7%), incluso en el electorado de Amaiur (1%), así como la reducción a solo 4 puntos de la justificación crítica de los que apoyan a ETA reconociendo sus errores, que solo es mantenida por el 13% de los votantes de Amaiur. Hoy la mayoría de la izquierda abertzale encarnada en Amaiur parece situarse, definitivamente, entre los que dicen apoyar sus fines, rechazando sus métodos violentos (38%), o en el apoyo remoto (23%), a los que hay que añadir los que siguen expresando su rechazo frontal (18%), que, por lo demás, siguen ampliando la diferencia respecto a quienes manifiestan su apoyo total, tras la moderación del electorado de las últimas elecciones forales y generales. Todo esto reafirma con claridad las tendencias y las razones de la pérdida de apoyo electoral de la izquierda abertzale y ETA en los años anteriores al cese definitivo de la violencia, así como la recuperación del mismo en el último año.

### Actitud ante el Fin del Terrorismo
| Barómetro         | Optimista | Ni lo uno ni lo otro | Pesimista | Ns/Nc |
| ----------------- | --------- | -------------------- | --------- | ----- |
| Mayo de 2008      | 18%       | 7%                   | 73%       | 2%    |
| Noviembre de 2008 | 23%       | 12%                  | 63%       | 2%    |
| Mayo de 2009      | 36%       | 16%                  | 46%       | 2%    |
| Noviembre de 2009 | 30%       | 13%                  | 55%       | 2%    |
| Mayo de 2010      | 37%       | 19%                  | 41%       | 3%    |
| Noviembre de 2010 | 48%       | 19%                  | 30%       | 3%    |
| Mayo de 2011      | 54%       | 16%                  | 28%       | 2%    |
| Noviembre de 2011 | 68%       | 18%                  | 12%       | 2%    |
| Mayo de 2012      | 64%       | 17%                  | 18%       | 1%    |

La sociedad vasca casi alcanza la unanimidad (84%) para valorar a ETA como muy o bastante negativa para el País Vasco. Es una opinión compartida de forma generalizada, desde el 80% en Guipúzcoa al 89% en Álava, entre el 71% de los nacionalistas y el 93% de los no nacionalistas y en todos los electorados (desde el 50% de Amaiur hasta el 100% de UPyD).
La vuelta a los asesinatos de ETA, con el atentado de la T4, había hecho que cundiese el pesimismo sobre su final en la etapa 2006-2009. Sin embargo, hoy siguen siendo muchos más los optimistas (64%) que los pesimistas (18%) o los escépticos (17%) sobre el final del terrorismo a corto o medio plazo, tras un claro cambio de tendencia en el último año (27 puntos de incremento de los primeros y retroceso de los segundos), que consolida la dinámica interanual. Nacionalistas (75%) o no (58%) y sin distinción de ideologías comparten por igual estas opiniones y este mismo cambio de tendencia, con la única excepción del electorado popular, mucho más dividido entre optimistas (47%) y pesimistas (39%). La propia izquierda abertzale consolida su optimismo (80%).